# Havsavenyn

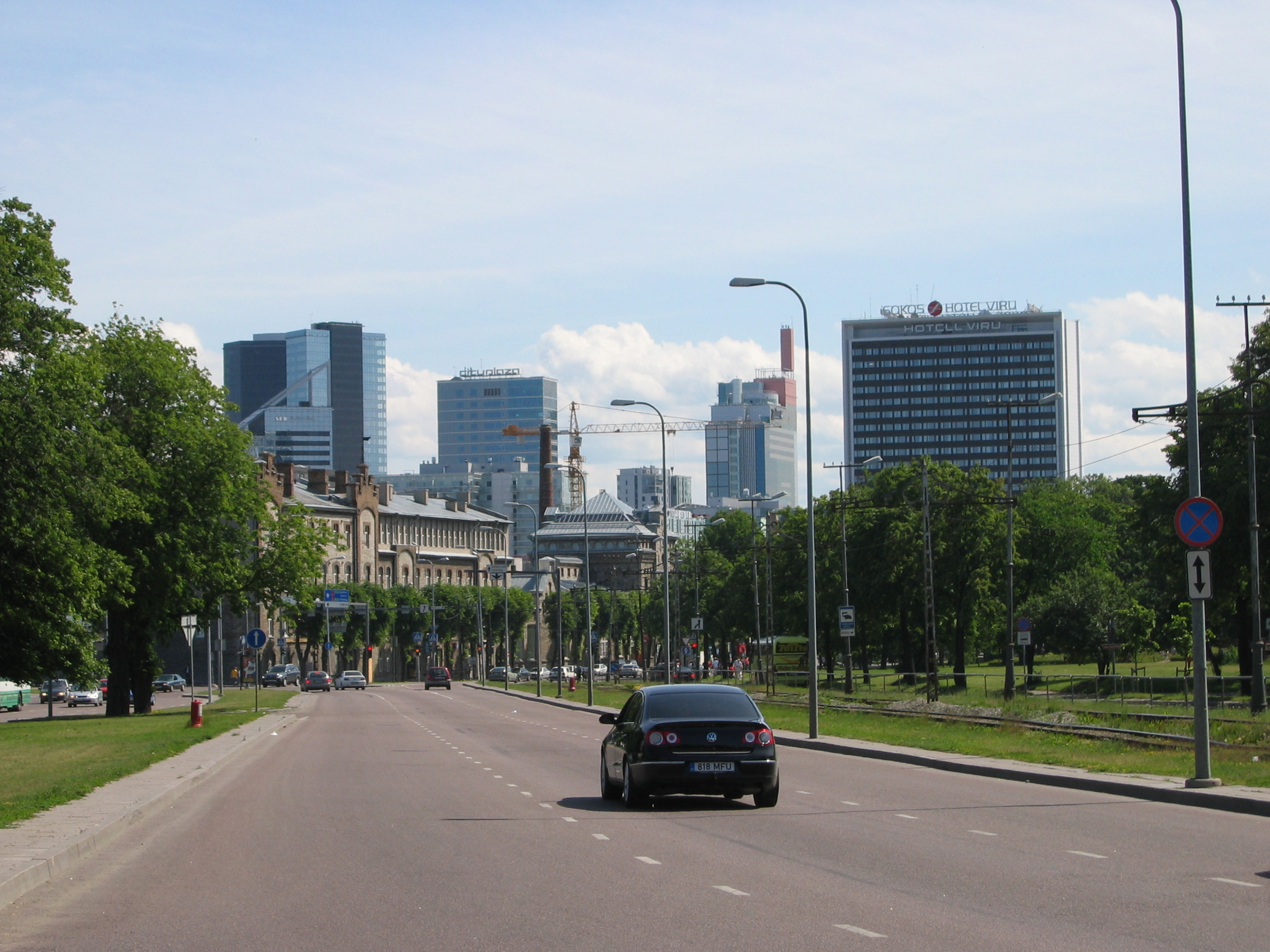
Havsavenyn sedd från norr med Rotermannfabriken, Viru Keskus och Viru hotell i fonden

Havsavenyn (estniska: Mere puiestee) är en gata i distriktet Kesklinn i Tallinn. Den sträcker sig mellan Virutorget i söder och Linnahall i norr. Längs den östra sidan ligger Rotermannkvarteret.
Mere puiestee korsar Insenerigatan, Ahtrigatan och Sadamagatan och fortsätter som Norra Avenyn.

## Byggnader i urval
- Tidigare bostadshus med apotek, Mere puiestee 1/Vana-Viru 15
- Marknadsplatsen för hantverksprodukter Viru Turg, mellan Mere puiestee 1 och 3
- Tallinns adventistkyrka, Mere puiestee 3
- Mere puiestee 4–8, olika byggnader för Rotermanns
- Ryska kulturcentrum, Mere puiestee 5
- Kanutiparken, grönt område mellan Mere puiestee 5 och Kanutigatan
- Rosenitornet, Mere puiestee 6, tidigare Revals spritfabrik
- Merekeskus köpcentrum, Mere puiestee 10, tidigare hamnfabriksbyggnader
- Minnesmärke över Estoniakatastrofen
- Linnahall, Mere puiestee 20B

## Bildgalleri

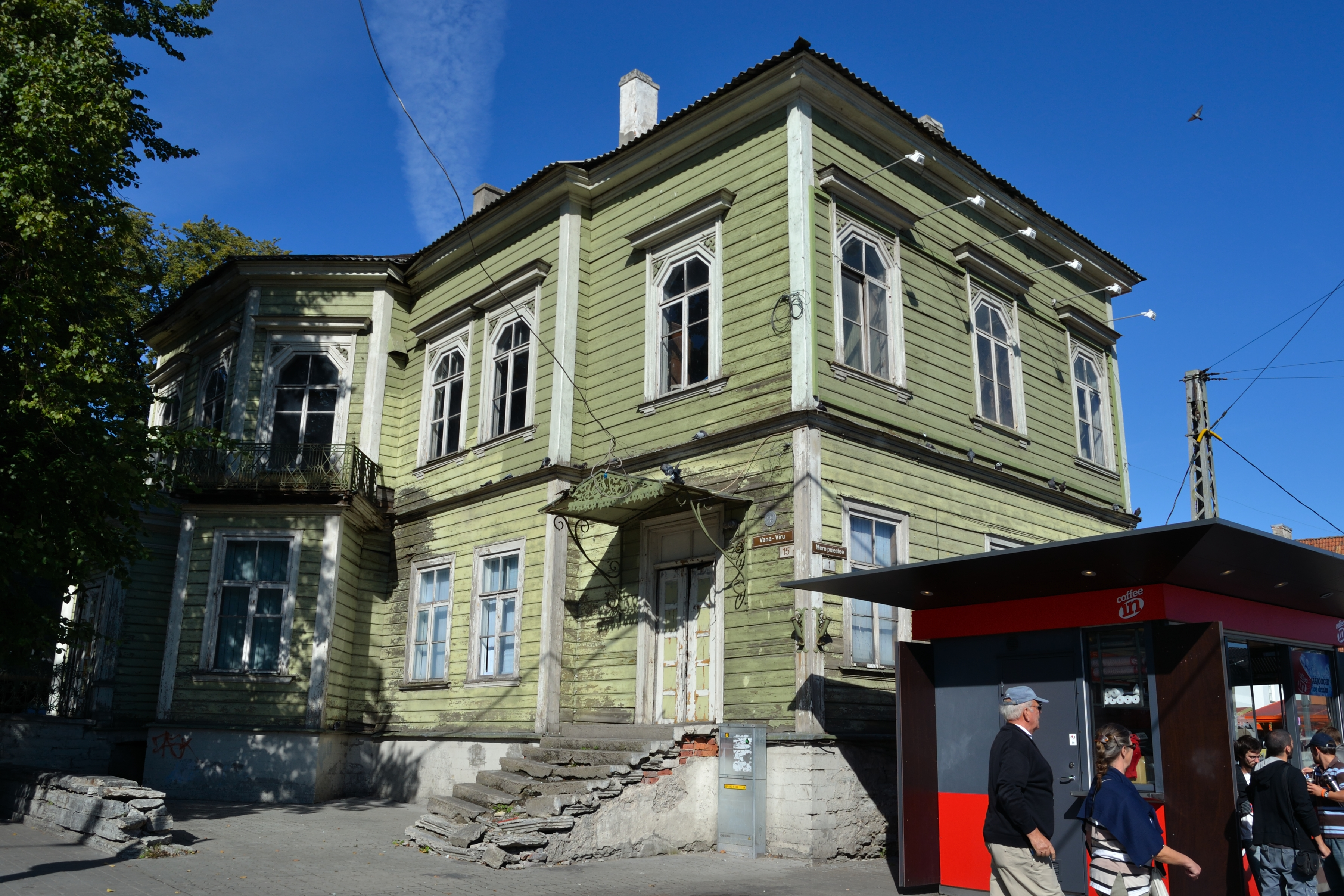
Tidigare bostadshus med apotek i Mere puiestee 1/Vana-Viru 15
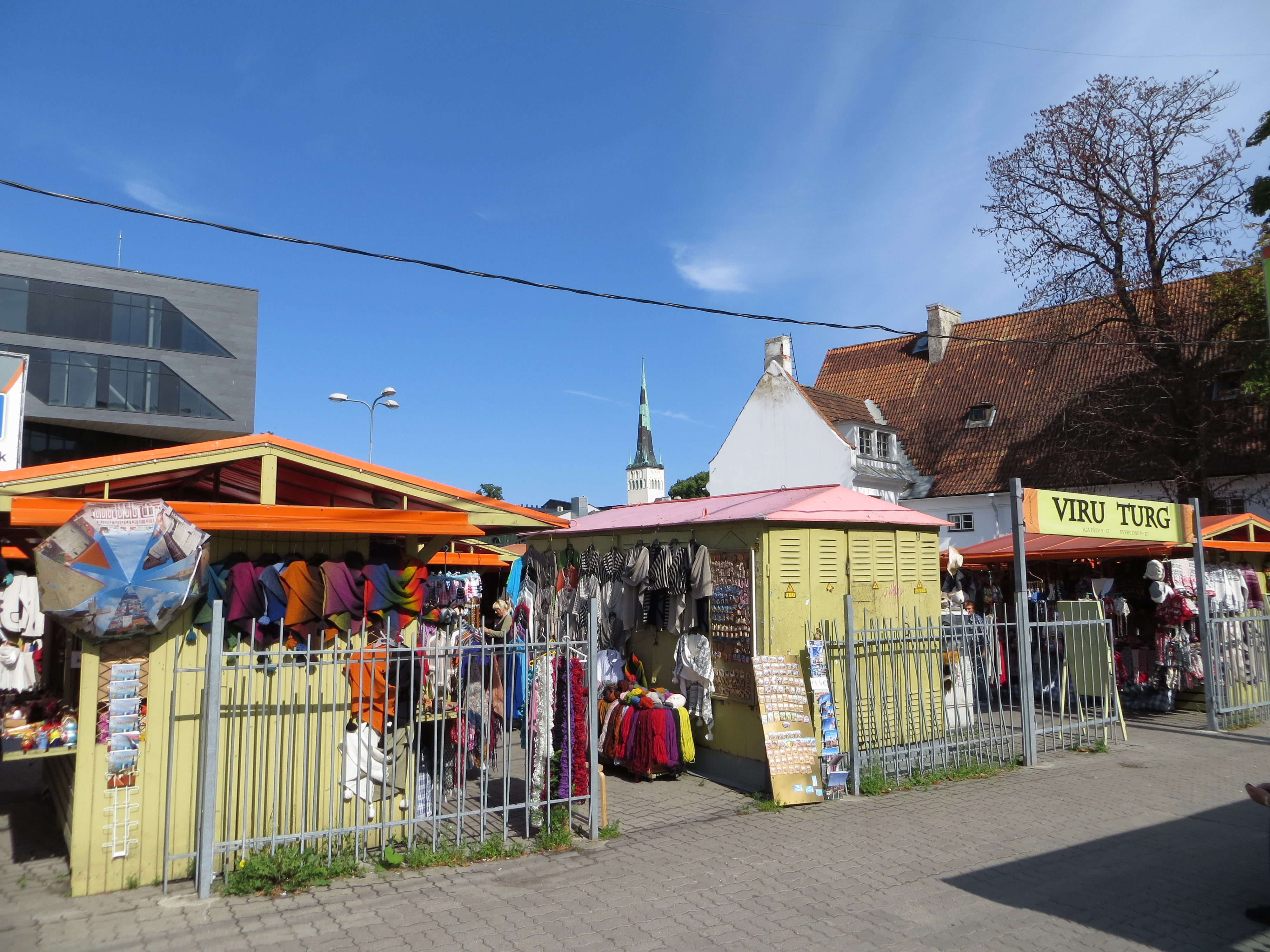
Viru Turg
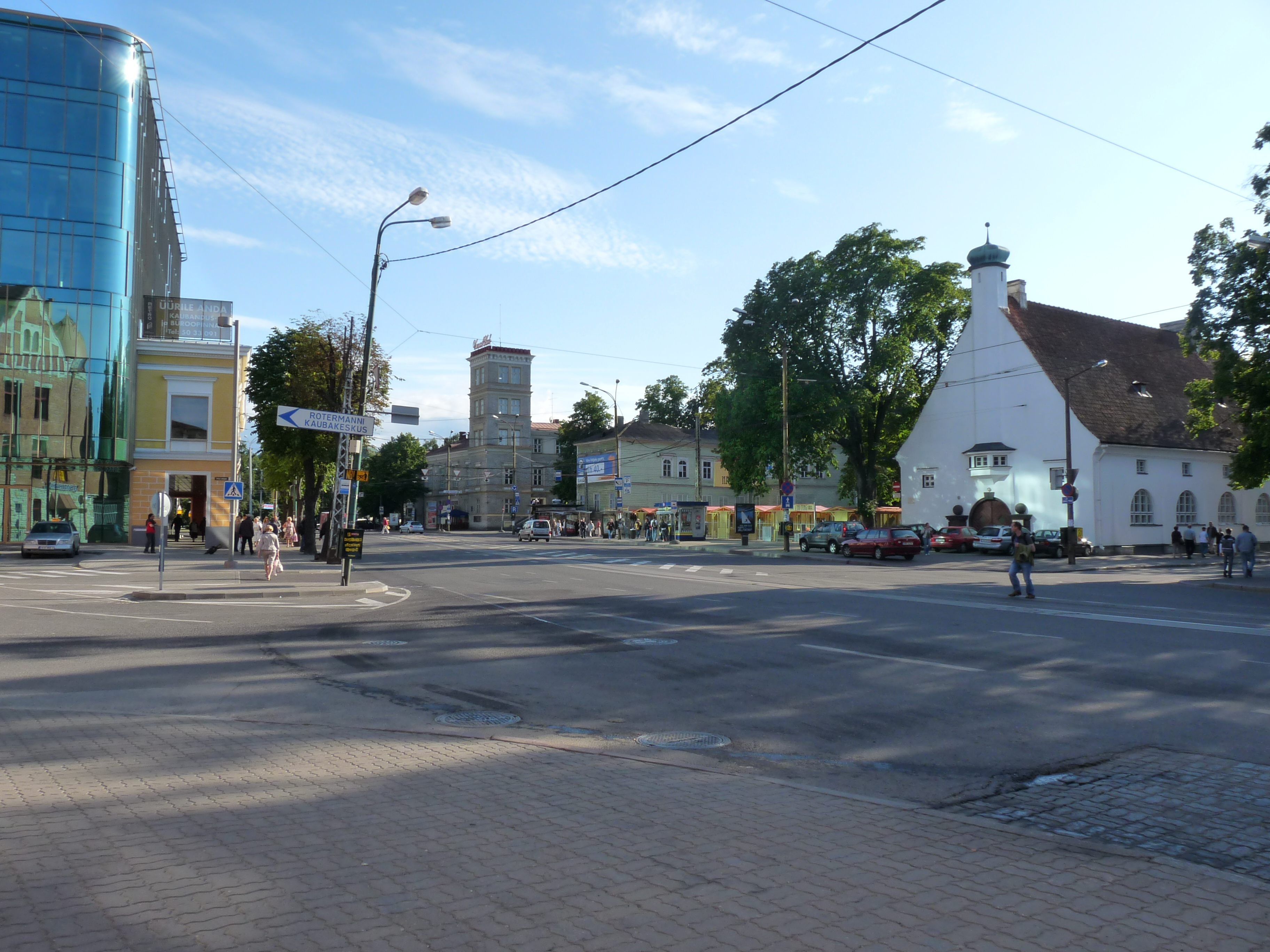
Tallinns adventistkyrka, Mere puiestee 3
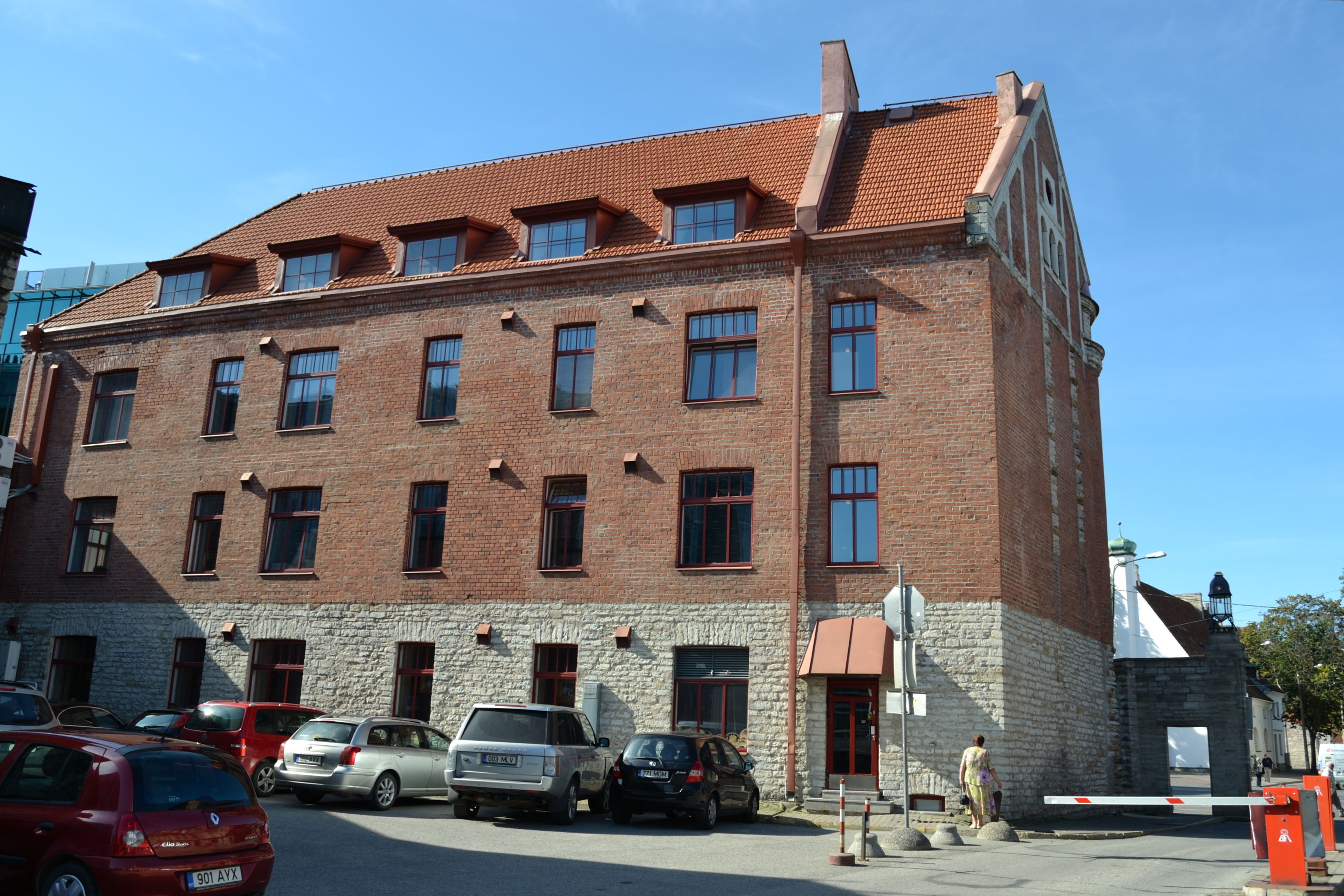
Tidigare huvudkontoret för Rotermannsfabrik, Mere puiestee 4
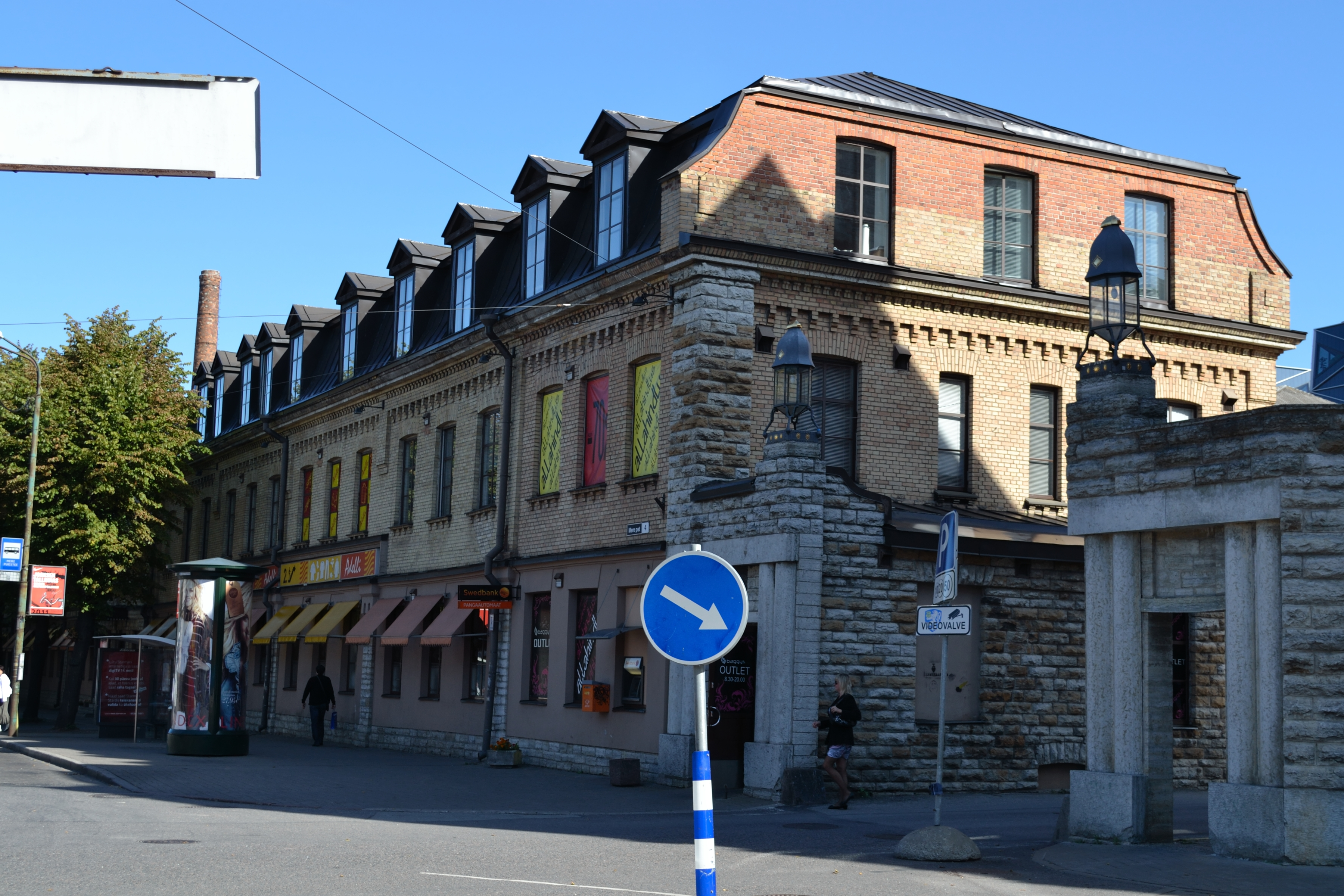
Christian Barthold Rotermanns bostadshus
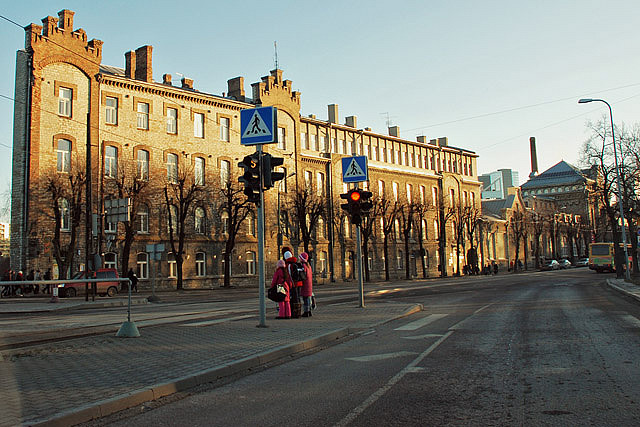
Byggnad i Rotermannkvarteret, Mere puiestee 8, 1879-1891
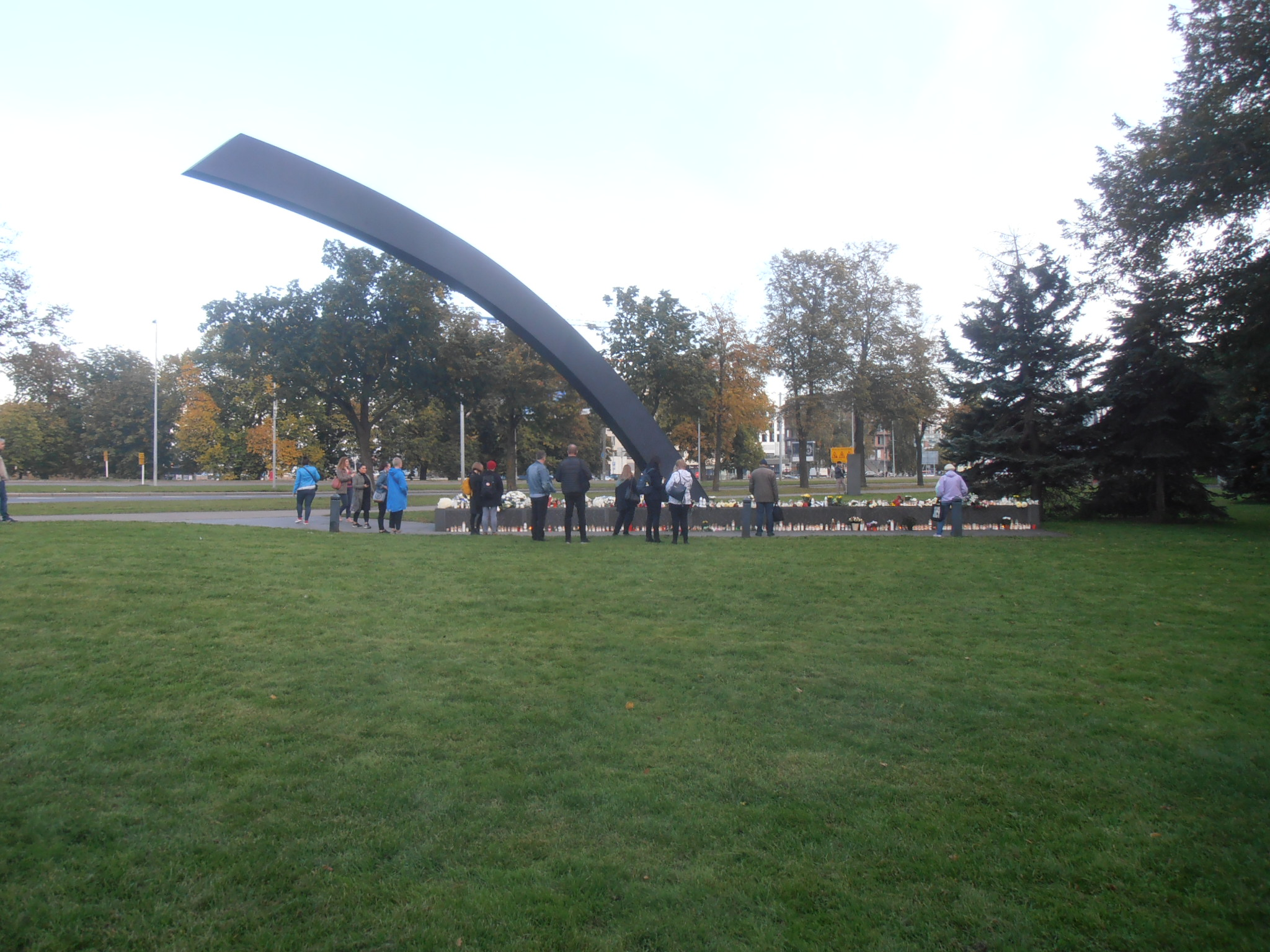
Minnesmärke över Estoniakatastrofen
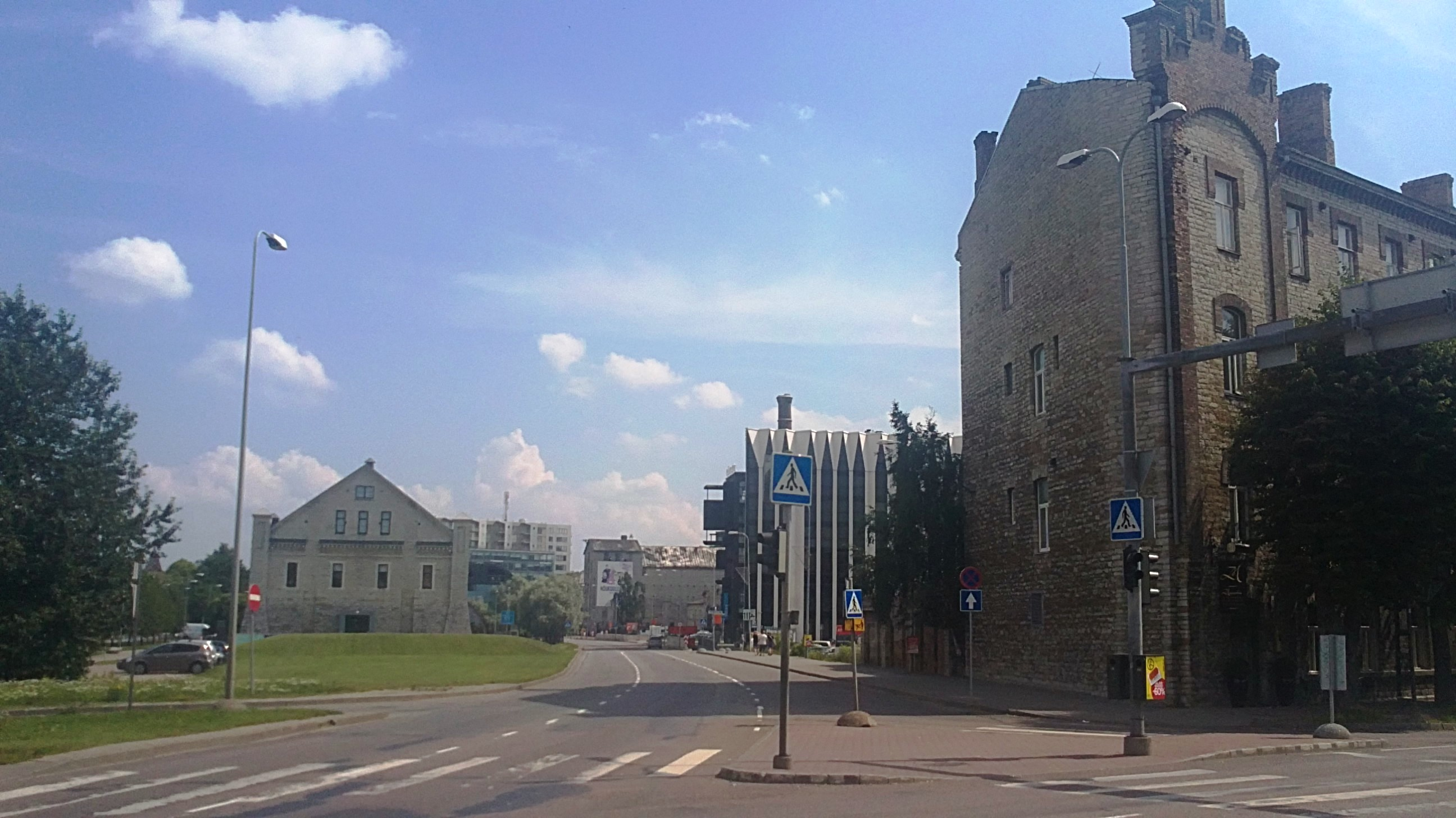
Korsningen Havsavenyn/Ahtrigatan med tidigare Rotermanns saltlager till vänster och nuvarande Rotermannkvarteret till höger